# Influenza A subtipo H5N1

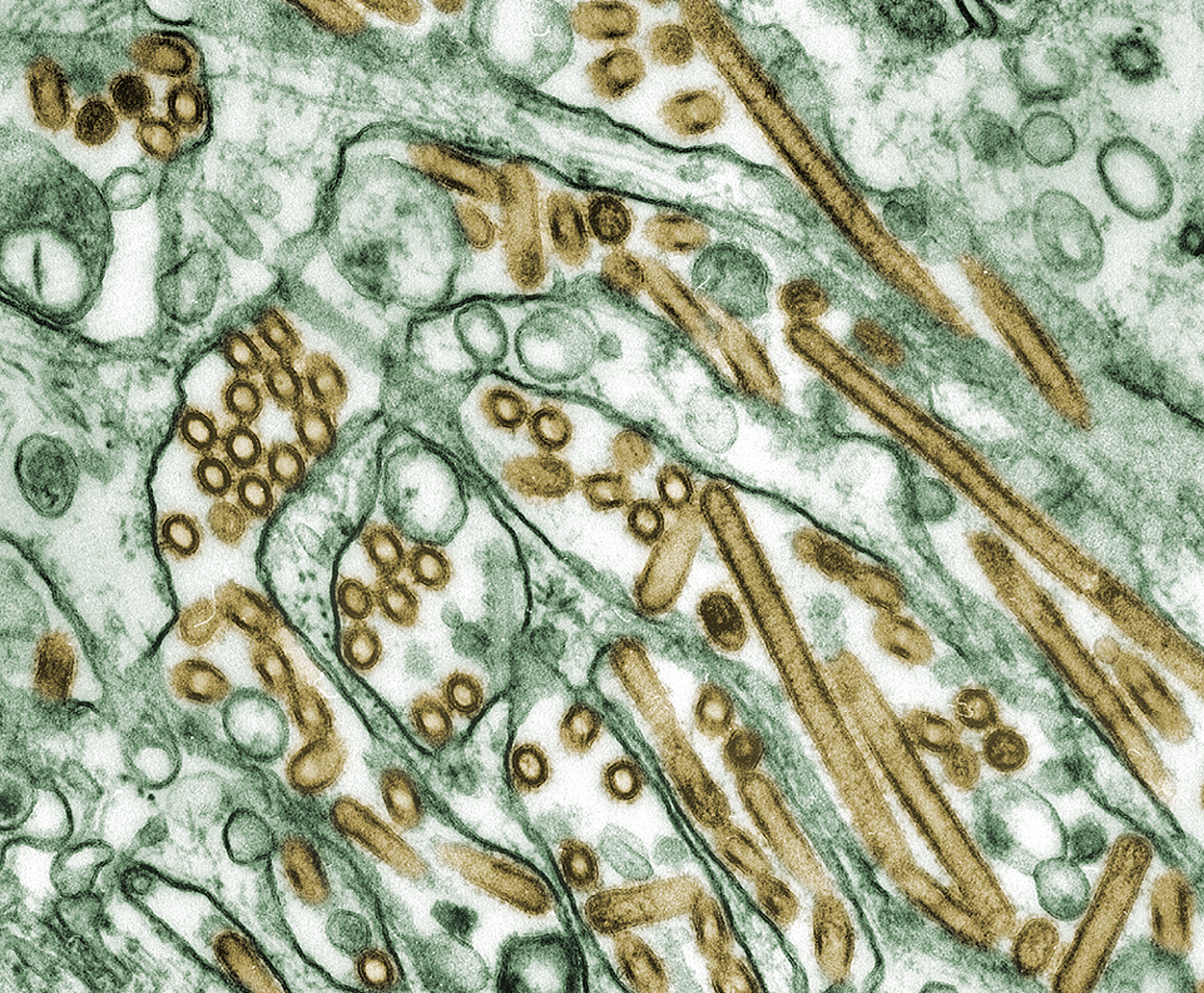

O Influenza A subtipo H5N1, também conhecido como "gripe das aves", A(H5N1) ou simplesmente H5N1, é um subtipo de vírus Influenza A que pode causar doença em humanos e muitas outras espécies animais. Uma estirpe de H5N1 adaptada a aves, chamada HPAI A(H5N1) (significando "Highly Pathogenic Avian Influenza virus of type A of subtype H5N1" em português "vírus de gripe das aves altamente patogénico do tipo A subtipo H5N1"), é o agente causador da gripe H5N1, vulgarmente conhecida como "gripe das aves".